# Peperomia rockii
Peperomia rockii är en pepparväxtart som beskrevs av C. Dc.. Peperomia rockii ingår i släktet peperomior, och familjen pepparväxter. Inga underarter finns listade i Catalogue of Life.